# Stade municipal (Brăila)
Pour les articles homonymes, voir Stade municipal.
Le stade Municipal (roumain : 'Stadionul Municipal') est un stade omnisports situé dans Brăila en Roumanie.
Le stade a été inauguré le 21 août 1974 et a été construit sur le terrain de l'ancienne Vasile Roaita Stade, un petit stade qui n'avait qu'une seule tribune. Au fil du temps, le stade a été rénové, la plus récente de ces rénovations ayant été réalisé à l'été de 2008. Avec la mise en place de 8 000 places sur les première et deuxième tribunes, sa capacité diminue, passant de 25 000 à 20 000. En 2012, les sièges de Main Stand ont été changés pour correspondre aux couleurs du club, bleu et blanc.

## Construction
L'ancien stade a été démoli Vasile Roiata entre décembre 1970 et février 1971. Le CF Braila déplace son terrain d'accueil du stade Progresul lors de la construction. La construction du nouveau stade ont eu lieu pendant 4 ans et l'inauguration a lieu le 21 août 1974.

## Aménagements
Le site détient 20 154 sièges et à partir de cette capacité seulement 6.814 sont couverts. Aussi seulement  1 038 sièges sont recouverts au stand principal. 200 places VIP sont disponibles, avec 20 sièges attribués à la presse, le stade dispose de 21 entrées et 50 places de parking.

## Galerie

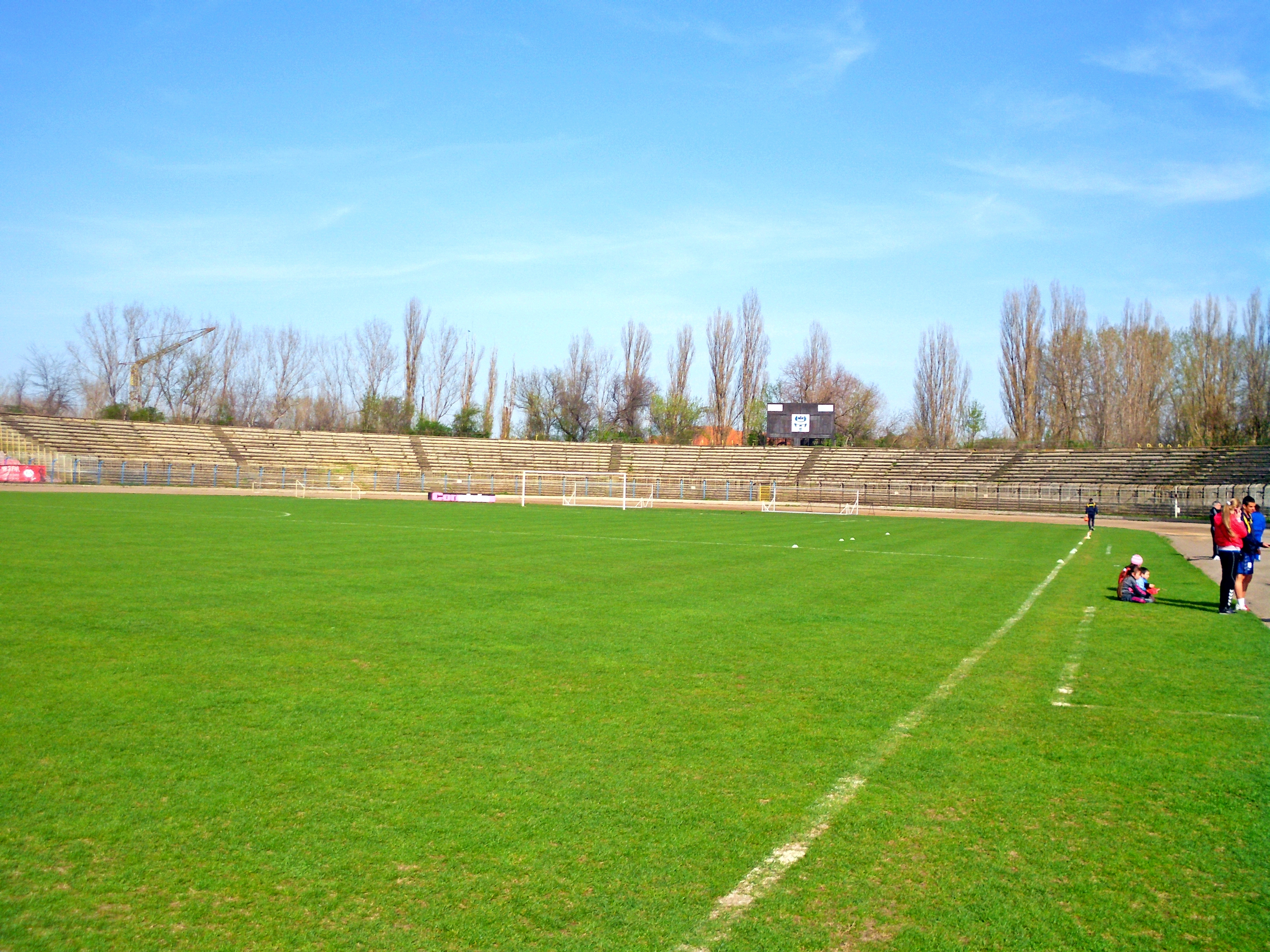
Stadion Municipal Braila
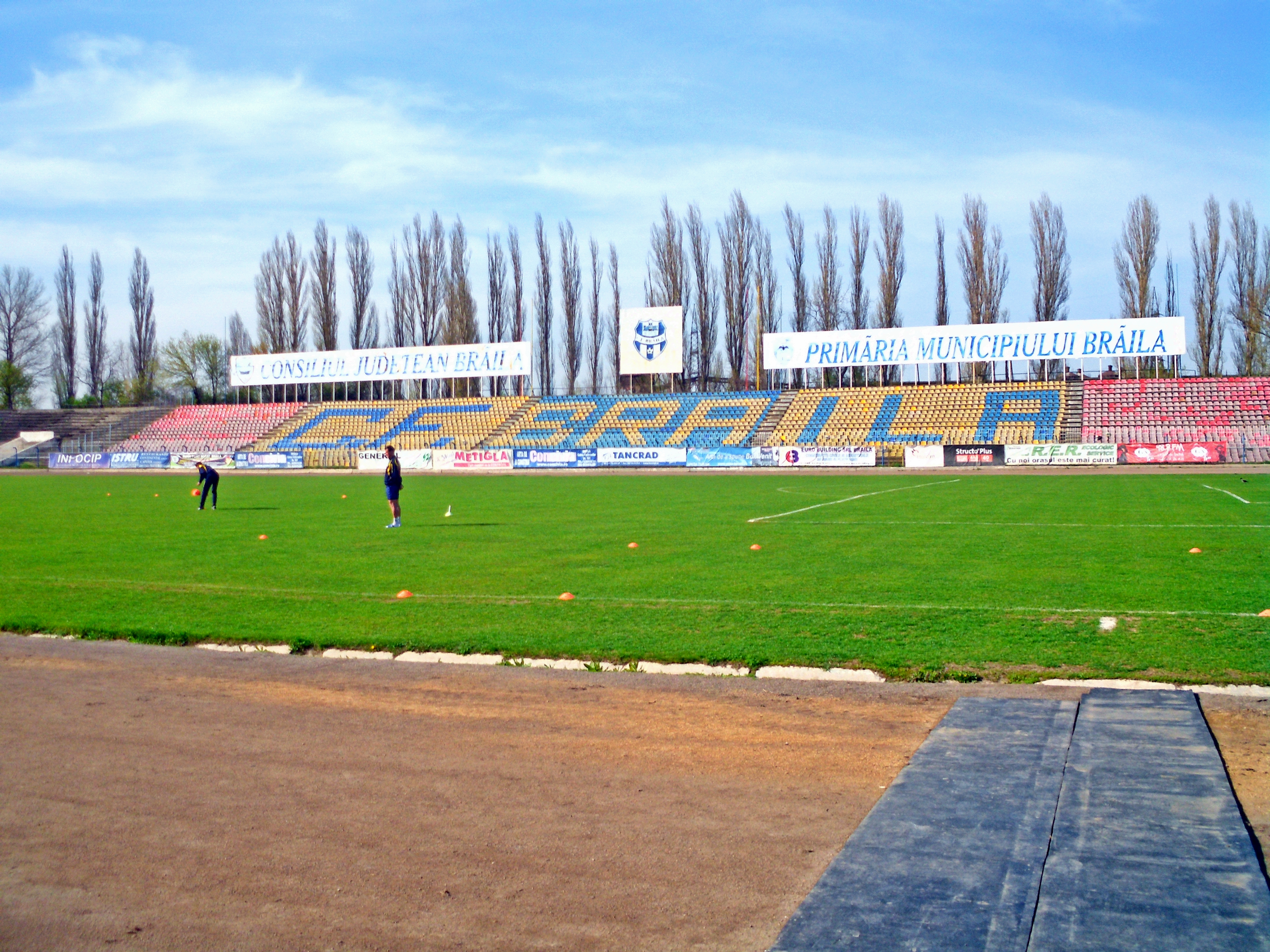
Stadion Municipal Braila
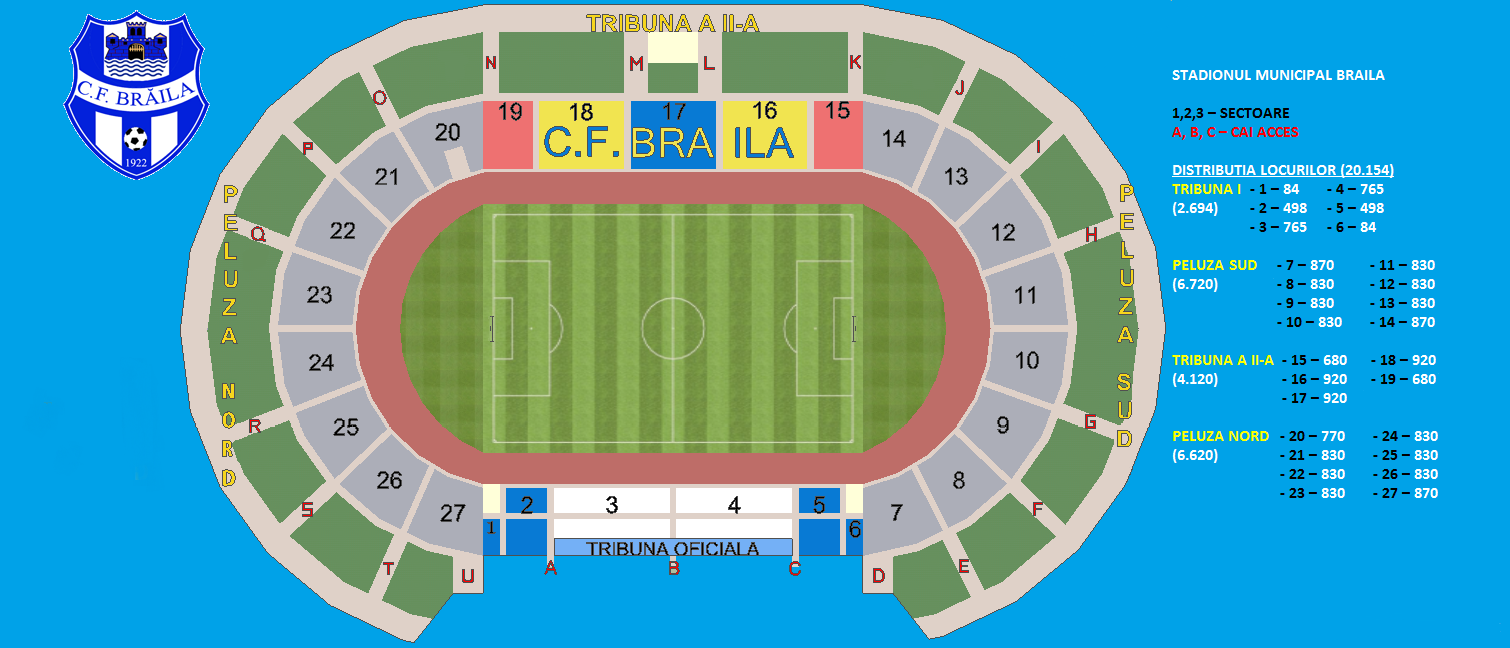
Stadium plan